# Christine Rossi
Christine Rossi (1 mei 1963) is een voormalig freestyleskiester uit Frankrijk. Ze vertegenwoordigde haar vaderland op de Olympische Winterspelen 1988 in Calgary.

## Resultaten freestyleskiën

### Olympische Winterspelen
| Jaar | Plaats  | Resultaten |
| ---- | ------- | ---------- |
| 1988 | Calgary | 1e Acro#   |

# Demonstratie onderdeel waarbij geen olympische medailles werden toegekend.

### Wereldkampioenschappen
| Jaar | Plaats | Resultaten |
| ---- | ------ | ---------- |
| 1986 | Tignes | Acro       |

### Wereldbeker
Eindklasseringen
| Seizoen   | Algemeen         | Aerials         | Acro           | Combinatie     |
| --------- | ---------------- | --------------- | -------------- | -------------- |
| 1979/1980 | 11e 26,00 punten |                 | · 26,00 punten |                |
| 1980/1981 | 5e 51,00 punten  | 10e 7,00 punten | · 42,00 punten | 8e 2,00 punten |
| 1981/1982 | 7e 44,00 punten  |                 | · 44,00 punten |                |
| 1982/1983 | 11e 11,00 punten |                 | · 56,00 punten |                |
| 1983/1984 | 11e 11,00 punten |                 | · 68,00 punten |                |
| 1984/1985 | 6e 12,00 punten  |                 | · 82,00 punten |                |
| 1985/1986 | 11e 11,00 punten |                 | · 54,00 punten |                |
| 1986/1987 | 4e 12,00 punten  |                 | · 70,00 punten |                |
| 1987/1988 | 4e 12,00 punten  |                 | · 82,00 punten |                |

Wereldbekerzeges
| Datum            | Plaats             | Onderdeel |
| ---------------- | ------------------ | --------- |
| 31 januari 1981  | Laax               | Acro      |
| 9 januari 1982   | Whistler Blackcomb | Acro      |
| 16 januari 1982  | Calgary            | Acro      |
| 25 maart 1982    | Tignes             | Acro      |
| 12 februari 1983 | Ravascletto        | Acro      |
| 14 januari 1984  | Stoneham           | Acro      |
| 25 februari 1984 | Gostling           | Acro      |
| 11 december 1984 | Tignes             | Acro      |
| 1 februari 1985  | La Sauze           | Acro      |
| 1 maart 1985     | Oberjoch           | Acro      |
| 9 maart 1985     | Mariazell          | Acro      |
| 17 maart 1985    | La Clusaz          | Acro      |
| 12 december 1986 | Tignes             | Acro      |
| 21 januari 1987  | Breckenridge       | Acro      |
| 27 februari 1987 | Voss               | Acro      |
| 25 maart 1987    | La Clusaz          | Acro      |
| 18 december 1987 | La Plagne          | Acro      |
| 22 januari 1988  | Breckenridge       | Acro      |
| 29 januari 1988  | Inawashiro         | Acro      |
| 5 februari 1988  | Madarao            | Acro      |
| 4 maart 1988     | Oberjoch           | Acro      |